# Рамалес-де-ла-Виктория
Рамалес-де-ла-Виктория (исп. Ramales de la Victoria)  —  муниципалитет в Испании, входит в провинцию Кантабрия в составе автономного сообщества Кантабрия (автономное сообщество). Муниципалитет находится в составе района (комарки) Асон-Агуэра. Занимает площадь 34,4 км². Население — 2650 человек (на 2010 год).
В муниципалитете Рамалес находится пещера Эль-Мирон эпохи палеолита (16 тыс. лет назад). В пещере была найдена могила женщины («красной дамы») с надгробием, покрытым узорами и рисунками. Результаты исследования зубного налёта показали, что в рацион «красной леди» входили грибы. В этом захоронении мадленской культуры на уровне, соответствующем захоронению «красной дамы» было обнаружено большое количество пыльцы, принадлежащей растениям семейства маревых (Chenopodiaceae). Кластер Эль-Мирон (El Mirón Cluster) состоит из семи пост-последних максимальных ледниковых особей 19 000—14 000 л. н., которые все связаны с мадленской культурой. Из зубов, найденных 1996 году в пещере Эль-Мирон в слое возрастом 14 120±35 лет до настоящего времени определили митохондриальную гаплогруппу H (ht 2).

## Население
| Год  | Численность | Численность   |
| ---- | ----------- | ------------- |
| 2001 | 2242        | [ 7 ]         |
| 2002 | 2231        | [ 8 ]         |
| 2004 | 2273        | [ 9 ]         |
| 2005 | 2312        | [ 10 ]        |
| 2006 | 2333        | [ 11 ]        |
| 2007 | 2367        | [ 12 ]        |
| 2008 | 2489        | [ 13 ]        |
| 2009 | 2575        | [ 14 ]        |
| 2010 | 2650        | [ 15 ]        |
| 2011 | 2784        | [ 16 ]        |
| 2012 | 2788        | [ 17 ]        |
| 2013 | 2805        | [ 18 ]        |
| 2014 | 2820        | [ 19 ]        |
| 2015 | 2820        | [ 20 ]        |
| 2016 | 2827        | [ 21 ]        |
| 2017 | 2895        | [ 22 ]        |
| 2018 | 2881        | [ 23 ] [ 24 ] |
| 2019 | 2876        | [ 25 ]        |
| 2020 | 2877        | [ 26 ]        |
| 2021 | 2902        | [ 27 ]        |
| 2022 | 2958        | [ 28 ]        |
| 2023 | 3027        | [ 29 ]        |
| 2024 | 3055        |               |